# (300094) 2006 UC248
(300094) 2006 UC248 es un asteroide perteneciente al cinturón de asteroides, descubierto el 27 de octubre de 2006 por el equipo del Mount Lemmon Survey desde el Observatorio del Monte Lemmon, Arizona, Estados Unidos.

## Designación y nombre
Designado provisionalmente como 2006 UC248.

## Características orbitales
2006 UC248 está situado a una distancia media del Sol de 3,160 ua, pudiendo alejarse hasta 3,821 ua y acercarse hasta 2,498 ua. Su excentricidad es 0,209 y la inclinación orbital 11,39 grados. Emplea 2051,95 días en completar una órbita alrededor del Sol.

## Características físicas
La magnitud absoluta de 2006 UC248 es 16,2. Tiene 4,573 km de diámetro y su albedo se estima en 0,031.